# تشارلي آدم
تشارلي آدم (بالإنجليزية: Charlie Adam) مواليد 10 ديسمبر 1985 في دندي، اسكتلندا، هو لاعب كرة قدم إسكتلندي يلعب مع ستوك سيتي كلاعب وسط. مثّل منتخب اسكتلندا لكرة القدم.

## روابط خارجية
- تشارلي آدم على موقع الاتحاد الأوربي (الإنجليزية)
- تشارلي آدم على موقع الاتحاد الإسكتلندي (الإنجليزية)
- تشارلي آدم على موقع قاعدة بيانات كرة القدم.إي يو (الإنجليزية)
- تشارلي آدم على موقع ناشيونال فوتبول تيمز (الإنجليزية)
- تشارلي آدم على موقع Soccerbase.com (لاعب) (الإنجليزية)
- تشارلي آدم على موقع Soccerway.com (الإنجليزية)
- تشارلي آدم على موقع عالم كرة القدم.نت (الإنجليزية)
- تشارلي آدم على موقع AS.com (الإسبانية)